# Callum Robinson
Callum Jack Robinson (ur. 2 lutego 1995 w Northampton) – irlandzko-angielski piłkarz pochodzenia jamajskiego, występujący na pozycji napastnika w walijskim klubie Cardiff City oraz w reprezentacji Irlandii. Wychowanek angielskiej Aston Villi. Były młodzieżowy reprezentant Anglii.